# Buchenwald östlich Klötze
Der Buchenwald östlich Klötze ist ein FFH-Gebiet in der Stadt Klötze im Altmarkkreis Salzwedel in Sachsen-Anhalt.

## Allgemeines
Das FFH-Gebiet ist circa 524 Hektar groß. Es überlagert sich mit dem Landschaftsschutzgebiet „Zichtauer Berge und Klötzer Forst“. Das FFH-Gebiet ist durch die Landesverordnung zur Unterschutzstellung der Natura 2000-Gebiete im Land Sachsen-Anhalt (N2000-LVO LSA) seit dem 21. Dezember 2018 rechtlich gesichert. Zuständige untere Naturschutzbehörde ist der Altmarkkreis Salzwedel.

## Beschreibung
Das FFH-Gebiet liegt östlich von Klötze im Klötzer Forst. Es umfasst einen Waldkomplex, der auf einer hügeligen Endmoräne stockt. Darin ist großflächig ein naturnaher Buchenwald eingebettet, der als Hainsimsen-Buchenwald ausgebildet ist. Nur punktuell ist Waldmeister-Buchenwald entwickelt. Weiterhin stocken Eichenwälder im FFH-Gebiet. Die Waldbestände sind stellenweise mit nicht lebensraumtypischen Nadelbaumarten durchmischt. Biotopbäume und Totholz fehlen aufgrund der intensiven forstlichen Nutzung weitgehend.
Die Baumschicht der Buchenwälder wird von Rotbuche bzw. die der Eichenwälder von Trauben- und Stieleiche dominiert. Dazu gesellt sich örtlich die Hainbuche. Die Krautschicht der Hainsimsen-Buchenwälder wird von Drahtschmiele, Weichem Honiggras, Waldflattergras, Behaarter Hainsimse, Dornigem Wurmfarn und Waldsauerklee gebildet, zu denen sich teilweise Waldgeißblatt, Zweiblättriges Schattenblümchen, Hainrispengras und Heidelbeere gesellen. In der Krautschicht der Waldmeister-Buchenwälder siedelt unter anderem Einblütiges Perlgras. Die Krautschicht der Eichenwälder wird durch Gräser bestimmt, darunter Drahtschmiele, Weiches Honiggras, Pillensegge und Behaarte Hainsimse. Vereinzelt kommen Bestände von Besenheide, Dornigem Wurmfarn, Adlerfarn, Zweiblättriger Schattenblume, Waldsauerklee und Heidelbeere vor. In einem Waldtümpel treten Bestände der Kleinen Wasserlinse auf.
Die Wälder sind Lebensraum für verschiedene Fledermäuse, darunter Mopsfledermaus, Breitflügelfledermaus, Fransenfledermaus, Wasserfledermaus und Zwergfledermaus. Sie haben auch eine Bedeutung für waldbewohnende Vogelarten und sind Lebensraum unter anderem für den Mittelspecht. In einem Waldtümpel ist der Kammmolch heimisch. Weiterhin konnte der Wolf nachgewiesen werden.
Das FFH-Gebiet ist vollständig von weiteren Wäldern umgeben. Im Norden grenzt es an eine Kreisstraße.